# Yamba jezik
Yamba jezik (ISO 639-3: yam; bebaroe, boenga ko, “kaka”, kakayamba, mbem, mbubem, muzok, swe’nga), benue-kongoanski jezik kojim govori oko 40 800 ljudi u Kamerunu (2000) i nešto u Nigeriji (1990 R. Blench) u državi Taraba.
Pripada mbam-nkamskoj podskupini nkambe. Ima 5 dijalekata: ntem, mfe, nkot, ntong i kwak. Ne smije se brkati s jezikom yemba [ybb] iz podskupine bamileke

## Vanjske poveznice
- Ethnologue (14th)
- Ethnologue (15th)